# غرفة يعقوب (رواية)
غرفة يعقوب؛ الرّواية الثّالثة للكاتبة فرجينيا وولف، نشرت لأوّل مرّة يوم 26 أكتوبر 1922.
تتمحور الرّواية، بطريقة غامضة للغاية، حول قصّة حياة بطل الرّواية يعقوب فلاندرز ويتمّ تقديمها بالكامل تقريبًا من خلال انطباعات الشّخصيات الأخرى عن يعقوب. وهكذا، على الرّغم من أنّه يمكن القول أن الكتاب هو في المقام الأوّل دراسة للشّخصيات ولا يحتوي على الكثير من الحبكة أو الخلفية، إلا أنّ السّرد مبني على فراغ في مكان الشّخصية المركزية إذا كان من الممكن بالفعل القول أنّ الرّواية لديها فراغ. "بطل الرّواية" بالمصطلحات التّقليدية.
تطارد زخارف الفراغ والغياب الرّواية وترسيخ إحساسها الرّثائي. يوصف يعقوب لنا، ولكن بعبارات غير مباشرة من الأفضل أن ننظر إليه على أنّه مزيج من التّصورات المختلفة للشّخصيات والرّاوي. فهو لا يوجد كواقع ملموس، بل كمجموعة من الذّكريات والأحاسيس.

## ملخص القصة
تدور أحداث الرّواية في إنجلترا ما قبل الحرب، وتبدأ في طفولة يعقوب وتتبعه خلال hg]vhsm في كامبريدج وحتّى مرحلة البلوغ. يتم سرد القصّة بشكل رئيسي من خلال وجهات نظر النّساء في حياة يعقوب، بما في ذلك كلارا دورانت من الطبقة المتوسطة العليا المكبوتة وطالبة الفنون الشّابة المنطلقة فلوريندا، الّتي تربطه بها علاقة غراميّة. تشكّل الفترة الّتي قضاها في لندن جزءًا كبيرًا من القصّة، رغم أنّه سافر إلى إيطاليا ثمّ اليونان في نهاية الرّواية.

## الأهمية الأدبية
تعدّ الرّواية خروجًا عن روايتيّ وولف السّابقتين، الرّحلة إلى الخارج (1915) والليل والنّهار (1919)، الّلتين تعدان أكثر تقليديّة في المضمون والسّرد. يُنظر للعمل على أنّه نص حداثي مهم. يُنظر إلى شكلها التّجريبي على أنّه تطوّر لأسلوب الكتابة المبتكر الّذي قدمته وولف في مجموعتها السّابقة من القصص القصيرة بعنوان الاثنين أو الثّلاثاء (1919).